# Boško Đorđević
Boško Đorđević (* srbskou cyrilicí Бошко Ђорђевић; 22. srpna 1953 Bělehrad) je bývalý jugoslávský fotbalista srbské národnosti, útočník. V sezóně 1974/1975 byl nejlepším střelcem jugoslávské fotbalové ligy. Jeho bratrem je bývalý fotbalista Borivoje Đorđević.

## Fotbalová kariéra
V jugoslávské lize hrál za Partizan Bělehrad, se kterým získal dva mistrovské tituly. V Poháru mistrů evropských zemí nastoupil ve 2 utkáních a v Poháru UEFA nastoupil v 6 utkáních a dal 1 gól. Po přestupu z Partizanu zakončil kariéru ve druhé lize v týmu FK Rad a ve 2. německé bundeslize v týmu SG Union Solingen.

## Ligová bilance
| Ročník                                    | Zápasy | Góly | Klub              |
| ----------------------------------------- | ------ | ---- | ----------------- |
| Jugoslávská Prva liga 1974/1975           | -      | 20   | Partizan Bělehrad |
| Jugoslávská Prva liga 1975/1976           | 23     | 5    | Partizan Bělehrad |
| Jugoslávská Prva liga 1976/1977           | -      | -    | Partizan Bělehrad |
| Jugoslávská Prva liga 1977/1978           | 27     | 5    | Partizan Bělehrad |
| Jugoslávská Prva liga 1979/1979           | -      | -    | Partizan Bělehrad |
| Jugoslávská Prva liga 1979/1980           | -      | -    | Partizan Bělehrad |
| 2. německá fotbalová Bundesliga 1981/1982 | 3      | 1    | SG Union Solingen |
| 2. německá fotbalová Bundesliga 1982/1983 | 7      | 1    | SG Union Solingen |
| CELKEM 1. jugoslávská liga                | -      | -    |                   |